# Hayati Palancı
Hayati Palancı (* 27. Oktober 1967 in Malatya) ist ein ehemaliger türkischer Fußballspieler und heutiger -trainer.

## Karriere

### Als Spieler
Palancı spielte mehrere Jahre für Konyaspor und Malatyaspor abwechselnd in der ersten und zweiten Liga und war in beiden Vereinen Stammspieler. Bei seinem Engagement für Malatyaspor war er Kapitän. Sein einziges Tor als Profi erzielte er am 7. Mai 2000 bei einem Ligaspiel gegen Ağrıspor.

### Als Trainer
Seine Trainerkarriere begann er zunächst als Co-Trainer an der Seite von Ziya Doğan, mit dem er Malatyaspor, Trabzonspor und Gençlerbirliği Ankara trainierte. 2005 kehrte er, wieder mit Ziya Doğan, zu Malatyaspor zurück. Nach Malatyaspors Abstieg in der Saison 2005/06 übernahm er kurzzeitig und erstmals in seiner Karriere den Posten des Cheftrainers.
Am 17. November 2006 unterzeichnete er einen Vertrag bei Fatih Karagümrük SK und trainierte den Traditionsklub für fast zweieinhalb Jahre mit mäßigem Erfolg. Anschließend war er kurzzeitig erneut für Malatyaspor tätig, trat aber nach neun sieglosen Spielen zurück und entschuldigte sich für das schlechte Abschneiden Malatyaspors unter ihm.
Mitte 2015 unterschrieb Palancı bei Izmirspor und gab als Ziel den Aufstieg an, außerdem möchte er verstärkt Jugendspieler fördern. 2016 verließ er den Verein in Richtung Dersimspor.